# Krisztina Fazekas
Krisztina Fazekas-Zur (Boedapest, 1 augustus 1980) is een Hongaarse kanovaarster.
Fazekas won tijdens de Olympische Zomerspelen 2012 en 2016 de gouden medaille in de K4 500m. Fazekas werd in totaal achtmaal wereldkampioen.

## Belangrijkste resultaten

### Olympische Zomerspelen
| Editie | Plaats         | Resultaten |
| ------ | -------------- | ---------- |
| 2016   | Rio de Janeiro | K4 500m    |

### Wereldkampioenschappen vlakwater
| Jaar | Plaats      | Resultaten                      |
| ---- | ----------- | ------------------------------- |
| 2001 | Poznań      | K4 200 m                        |
| 2003 | Gainesville | K4 1000m                        |
| 2006 | Szeged      | K4 500m                         |
| 2007 | Duisburg    | K4 1000m · K4 200 m · K4 500 m  |
| 2009 | Dartmouth   | K-1 4×200 m · K-4 200 m         |
| 2013 | Duisburg    | K2 1000m · K4 1000m · K1 4x200m |
| 2015 | Milaan      | K4 500m                         |
| 2017 | Račice      | K4 500m                         |

1984: Agafia Constantin & Nastasia Ionescu & Tecla Marinescu & Maria Ştefan ·
1988: Anke Nothnagel & Ramona Portwich & Birgit Schmidt-Fischer & Heike Singer ·
1992: Kinga Czigány & Éva Dónusz & Rita Kőbán & Erika Mészáros ·
1996: Birgit Fischer & Manuela Mucke & Ramona Portwich & Anett Schuck ·
2000: Birgit Fischer & Manuela Mucke & Anett Schuck & Katrin Wagner-Augustin ·
2004: Birgit Fischer & Carolin Leonhardt & Maike Nollen & Katrin Wagner-Augustin ·
2008: Fanny Fischer & Nicole Reinhardt & Katrin Wagner-Augustin & Conny Waßmuth ·
2012: Krisztina Fazekas & Katalin Kovács & Danuta Kozák & Gabriella Szabó ·
2016: Tamara Csipes & Krisztina Fazekas-Zur & Danuta Kozák & Gabriella Szabó ·
2020: Kozák & Csipes & Kárász & Bodonyi ·
2024: Carrington & Hoskin & Brett & Vaughan